# Karma (Hébron)
Pour les articles homonymes, voir Karma (homonymie).
Karma, en arabe : كرمة,  est un village du gouvernorat de Hébron en Palestine, situé à 19 km au sud-ouest de Hébron, au sud-ouest de la Cisjordanie.
Selon le recensement du bureau central palestinien des statistiques, la localité compte une population de 1 781 habitants en 2017.